# 2017년 5월 죽음
다음은 2017년 5월에 사망한 저명한 인물 목록이다.
- 5월 9일
  - 중화인민공화국의 정치가 첸치천
  - 미국의 영화배우 마이클 파크스
- 5월 14일 - 미국의 영화배우 파워스 부스
- 5월 15일 - 대한민국의 기업인 이인구
- 5월 18일 - 미국의 가수 크리스 코넬
- 5월 21일 - 대한민국 태생 미국 입양신 출신 화제인물 필립 클레이
- 5월 23일 - 영국의 영화배우 로저 무어
- 5월 24일 - 일본의 정치인 요사노 가오루
- 5월 26일 - 미국의 정치학자 즈비그뉴 브레진스키
- 5월 27일
  - 대한민국의 정치인 현홍주
  - 미국의 가수 그레그 올먼
- 5월 29일 - 파나마의 군인 마누엘 노리에가